# Pováží

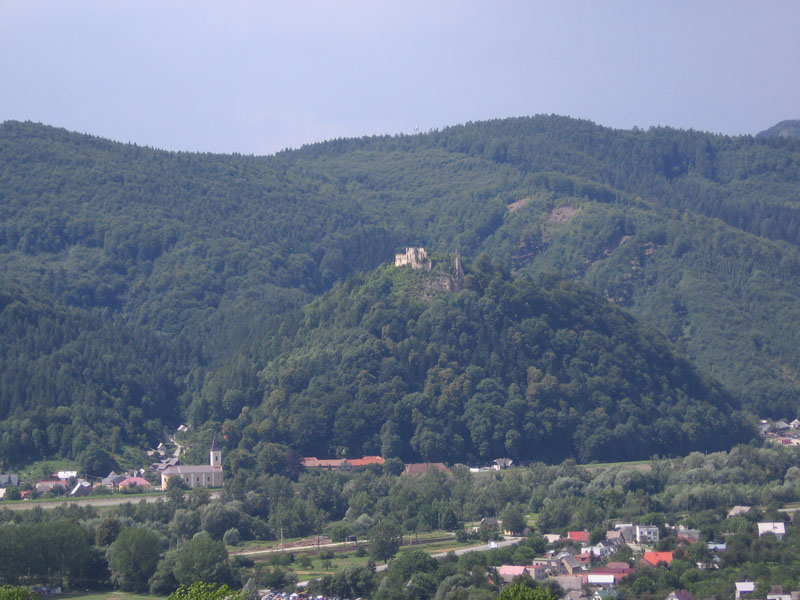
Fotografie Povážského hradu

Považí (též Považský region cestovního ruchu) je slovenský region a region cestovního ruchu.
Zpravidla se jedná o souhrnné označení pro Dolní Pováží, Střední Pováží a Horní Pováží.